# 디오 (기업)
주식회사 디오(영어: Dio)는 대한민국의 치과용 임플란트 기업이다.